# Juan Guillermo Ripperdá
Juan Guillermo de Ripperdá (en neerlandés: Johan Willem Ripperda), VIII barón de Ripperdá, y I duque de Ripperdá, (Oldehove, Groninga, Países Bajos, 7 de marzo de 1680 - Tetuán, Marruecos, 5 de noviembre de 1737) fue un famoso aventurero y diplomático que llegó a ser ministro de Felipe V de España.

## Biografía

### Primeros años
Era hijo de Ludolph Luirdt Ripperda tot Winsum, séptimo barón de Ripperdá, señor de Winseun y gobernador de la fortaleza de Namur, que había alcanzado el grado de general del ejército holandés.
La familia Ripperdá provenía de uno de los linajes más nobles y antiguos de Groninga, originario de Frisia oriental. Juan Guillermo estudió en el Colegio de los Jesuitas de Colonia, y con posterioridad ingresó en el Ejército, donde llegó a coronel. A la muerte de sus padres abjuró del catolicismo y se hizo calvinista para mejorar sus perspectivas en su país.

### Establecimiento en España
En 1715 estableció su residencia en Madrid como embajador; su viveza y facilidad para los idiomas, que le permitían hablar fluidamente el español, le granjearon el apoyo del cardenal Giulio Alberoni. Ripperdá se convirtió al catolicismo de nuevo y se puso al servicio de España, entonces bajo el gobierno del primer Borbón, Felipe V. Bajo las órdenes de Alberoni, se encargó de la dirección de la fábrica de tejidos de Guadalajara, donde realizó una labor digna de encomio, lo que unido a su don de gentes aumentó su influencia en perjuicio de Alberoni, quien, temeroso del ascendiente que empezaba a tener, le destituyó de sus cargos. No tardó en declararse enemigo de Alberoni, a cuya caída contribuyó.
Viudo entonces de su primera esposa, Alida Schellingnov, en 1721 volvió a contraer matrimonio, en esta ocasión con la dama española doña Francisca Eusebia Jaraba del Castillo. A la caída de Alberoni, fue nombrado superintendente general de todas las fábricas de España, siendo considerado en ese momento favorito de la nueva consorte real, Isabel Farnesio.

### Tratado de Viena
En 1724 retomó su carrera como embajador, aunque en esta ocasión actuó bajo secreto. Participó en la negociación del Tratado de Viena, que establecía una alianza entre Felipe V y Carlos VI del Sacro Imperio Romano Germánico. Por esta gestión le recompensaron con el Ducado de Ripperdá con grandeza de España y poco después se le nombró secretaría de Estado y del Despacho, sin cartera, lo que le permitió conocer de todos los asuntos y convertirse de facto en un primer ministro. Sin embargo, su ambición y ligereza terminaron por perderlo, ya que se comprobó que el Tratado no era favorable para España y la obligaba a entregar al emperador una astronómica cantidad de dinero a cambio de imprecisos e inconcretos compromisos del emperador para ayudar a Felipe V en la recuperación de Gibraltar y Menorca. Esto, y los enemigos que se había creado, entre los que destacaban Grimaldo y Patiño, unido a su insostenible situación personal (se le acusaba de malversación), llevó a Ripperdá a renunciar en mayo de 1726 a todos sus cargos. Como quiera que sus enemigos consiguieron del rey una orden de prisión contra él, se refugió en la embajada británica, de donde fue sacado por la fuerza y trasladado al Alcázar de Segovia, acusado de delito de lesa majestad, lo que nunca llegó a comprobarse.

### Últimos años
El 30 de agosto de 1728, con ayuda de una doncella de la alcaidesa llamada Josefa Ramos que se había enamorado del exministro, se fugó y huyó a Portugal, para después marchar a Inglaterra, donde fue bien recibido por el rey y su corte. Sin embargo, Felipe V, temeroso de que Ripperdá pudiese cometer alguna indiscreción, ya que había conocido todos los secretos de Estado, forzó, tras mediar con la corte británica, su salida del país. Se trasladó entonces a los Países Bajos, donde por segunda vez abrazó el calvinismo; aunque allí no sufrió hostilidad alguna, decidió partir hacia Marruecos con ayuda de un almirante marroquí llamado Pérez que descendía de un renegado español y era embajador en La Haya.
Tras un último intento de reconciliación con Felipe V, quien ni siquiera contestó a su petición, marchó a Marruecos y llegó a Tánger junto a Josefa Ramos en noviembre de 1731. Recibido cariñosamente por el sultán Abdallah II de Marruecos, parece que Ripperdá no tardó en comenzar a intrigar. Todo ello condujo, al parecer, a que tras un intento de complot con el bey de Túnez, y algunas deslealtades, Ripperdá perdiera toda influencia, y acabara sus días en la miseria y olvidado.